# Nemőc
Nemőc (szlovákul Nimnica) község Szlovákiában, a Trencséni kerületben, a Puhói járásban.

## Fekvése
Puhótól 3 km-re északkeletre, a Vág jobb partján fekszik.

## Története
A mai község területén az őskorban a laténi és puhói kultúra emberének települése állt.
A mai települést 1408-ban „Nywnycze” néven említik először. 1469-ben „Newnicze”, 1598-ban „Nywnicza” alakban szerepel az írott forrásokban, ugyanekkor 39 adózó portája állt. 1720-ban 15 volt az adóegységek száma. 1784-ben 54 házában 64 család és 306 lakos élt.
A 18. század végén Vályi András így ír róla: „NIMNICZ. Okrut Nimnicz. Tót falu Trentsén Várm. földes Urai Ugronovits, és több Uraságok, lakosai katolikusok, fekszik Vág vize partyán, Puchovhoz nem meszsze, és annak filiája, földgye termékeny, legelője van, savanyú vize is, piatzozása közel.”
1828-ban 32 házában 369 lakos élt. Lakói főként mezőgazdaságból éltek. A 19. századtól szeszfőzde működött a községben.
Fényes Elek 1851-ben kiadott geográfiai szótárában így ír a faluról: „Nimnicza, tót falu, Trencsén vármegyében, a Vágh jobb partján, Puchó mellett, 180 kath., 116 evang., 53 zsidó lak. Termékeny határ; savanyuviz-forrása hasonló a kubraihoz, csakhogy ebben kevés alcali só is találtatik, a mi ott hibázik. F. u. többen.”
A trianoni békéig Trencsén vármegye Puhói járásához tartozott.
Határában 1950-ben meleg vizű gyógyforrást találtak, melyre 1959-ben gyógyfürdőt építettek.

## Népessége
| Év:            | 1994. | 2004.   | 2014.   | 2024.   |
| -------------- | ----- | ------- | ------- | ------- |
| Emberek száma: | 627   | 670     | 701     | 732     |
| Eltérés:       |       | +6,85 % | +4,62 % | +4,42 % |

| Év:            | 2023. | 2024.   |
| -------------- | ----- | ------- |
| Emberek száma: | 726   | 732     |
| Eltérés:       |       | +0,82 % |

1910-ben 339, túlnyomórészt szlovák lakosa volt.
2001-ben 619 lakosából 603 szlovák volt.
2011-ben 697 lakosából 656 szlovák volt.

## Nevezetességei
- Gyógyfürdője az 1950-es évek végén és az 1960-as évek elején épült. 1998 és 2003 között öt gyógyszálló épült. 1996-ban új, üveghomlokzatú balneoterápiás épület készült el, körülötte szép parkkal.